# Verkhnebureinsky (huyện)
Huyện Verkhnebureinsky (tiếng Nga: Верхнебуре́инский райо́н) là một huyện hành chính tự quản (raion), của Vùng Khabarovsk, Nga. Huyện có diện tích 64118 km², dân số thời điểm ngày 1 tháng 1 năm 2000 là 44500 người. Trung tâm của huyện đóng ở Zerdomyn.